# Carlos Huneeus
Carlos Huneeus Madge est un universitaire chilien, directeur du Centre d'études de la réalité contemporaine à Santiago du Chili, professeur de l'institut de sciences politiques de l'université catholique du Chili et professeur de l'institut de relations internationales de l'université du Chili.  
Carlos Huneeus Madge est diplômé de l'université du Chili, docteur en sciences politiques de l'université d'Essex. 
Durant sa longue carrière, il enseigna à l'université de Sienne en Italie et à l'université Columbia. 
Il publie également de nombreux articles de sciences politiques et de droits constitutionnels dans diverses revues internationales comme le "Journal of Latin American Studies", "German Politics", "Revista Italiana di Scienza Politica", "Revista Española de Investigaciones Sociológicas" et la "Revista de Estudios Políticos". 
Son livre sur le régime militaire d'Augusto Pinochet, publié en 2000, fait autorité dans le monde hispanique. Il y décrit notamment les deux perceptions existantes du régime Pinochet, à savoir une identité négative liée à la violation systématique des droits de l'homme et une identité positive liée au modèle économique néo-libéral.  

## Principaux ouvrages
- "La reforma en la Universidad de Chile", Santiago, 1973
- "Movimiento estudiantil y generación de elites dirigentes", Santiago, Corporación de Promoción Universitaria, 1974.
- "La Unión de Centro Democrático y la Transición a la Democracia en Espana", Madrid: Centro de Investigaciones Sociológicas-Siglo XXI Editores, 1985
- "Los chilenos y la Política", Santiago: CERC-ICHEH.
- "Para vivir la Democracia", Santiago: CERC- Editorial Andante, 1987.
- "El régimen de Pinochet", Santiago: Editorial Sudamericana, 2000.
- "Chile, un país dividido",  Santiago: Catalonia, 2003